# Wederok
Wederok is een bestuurslaag in het regentschap Belu van de provincie Oost-Nusa Tenggara, Indonesië. Wederok telt 1245 inwoners (volkstelling 2010).